# 片岡千珠
片岡 千珠（かたおか ちず、1975年2月13日 - ）は、日本の女性声優、ナレーター。滋賀県出身。

## プロフィール
愛称はちずちゃん・ちずきちなど。青二塾大阪校、青二プロダクション、俳協ボイスアクターズスタジオ15期生、東京俳優生活協同組合、エムアイティギャザリングに所属していた。
2021年現在は、ヘリンボーンに所属している。
趣味はうさぎの世話と観察、読書、特技は水泳、関西弁。中学校教諭二種免許（国語）所持。

## 出演作品
※太字はメインキャラクター。

### OVA
- がぁーでぃあんHearts ぱわ～あっぷ!（蒼雷の静）

### ゲーム
- 暴れん坊プリンセス（役名不詳）
- 対戦ホットギミック アクセス雀（祈紅院沙流那）
- ときめきメモリアル3 ～約束のあの場所で～（和泉穂多琉）
- 幕末恋華 新選組（近藤つね）

### 実写
- ときめきメモリアルスーパーライブDVD
- ときめきメモリアルスーパーライブDVD2
- ときめきメモリアルスーパーライブ forever COUNTDOWN2006 DVD

### CD
- ときめきメモリアル3シリーズ
  - ときめきメモリアル3 はじめまして!
  - ときめきメモリアル3 もえぎの音楽だより 第一集
  - ときめきメモリアル3 もえぎの音楽だより 第二集
  - ときめきメモリアル3 もえぎの音楽だより 第三集
  - ときめきメモリアル3 もえぎのピアノ音楽集

### ラジオドラマ
- From Tokyo MIT (第一話「入社面接」 アシスタント）
- From Tokyo MIT（第二話「はじめてのラジオCM録音」 秋本）

### その他
- アイドルリカちゃん（春野もえ）